# Redmondoides
Redmondoides es un género de foraminífero bentónico de la subfamilia Paravalvulininae, de la familia Paravalvulinidae, de la superfamilia Chrysalidinoidea, del suborden Textulariina y del orden Textulariida. Su especie tipo es Pseudomarssonella media. Su rango cronoestratigráfico abarca desde el Bajociense (Jurásico medio) hasta el Kimmeridgiense (Jurásico superior).

## Discusión
Clasificaciones previas incluían Redmondoides en la familia Chrysalidinidae del orden Textulariida.

## Clasificación
Redmondoides incluye a las siguientes especies:
- Redmondoides biangulatus †
- Redmondoides inflatus †
- Redmondoides lugeoni †
- Redmondoides media †
- Redmondoides primitivus †
- Redmondoides rotundatus †